# Iglesia copta de la Anunciación
Iglesia copta de la Anunciación es el nombre que recibe un iglesia copta situada en la ciudad de Nazaret, en el norte de Israel. Está dedicada a la Anunciación, no debe confundirse con el templo católico del mismo nombre (Basílica de la Anunciación).
La comunidad copta vino a Nazaret a finales del siglo XIX. La iglesia de la Anunciación fue construida en 1952 por iniciativa del entonces Patriarca Basilio. Todos los trabajos de construcción se ha realizado de forma voluntaria por los miembros de la comunidad copta local.
La iglesia está rodeada por un muro de piedra con una puerta que permite la entrada en el patio interior. Por encima de la puerta hay un crucifijo. El templo es un edificio de dos plantas. La fachada tiene en sus lados dos torres cuadradas (de tres pisos) con tejados rojos.
Visitar la iglesia es posible con una cita previa.

## Véase también

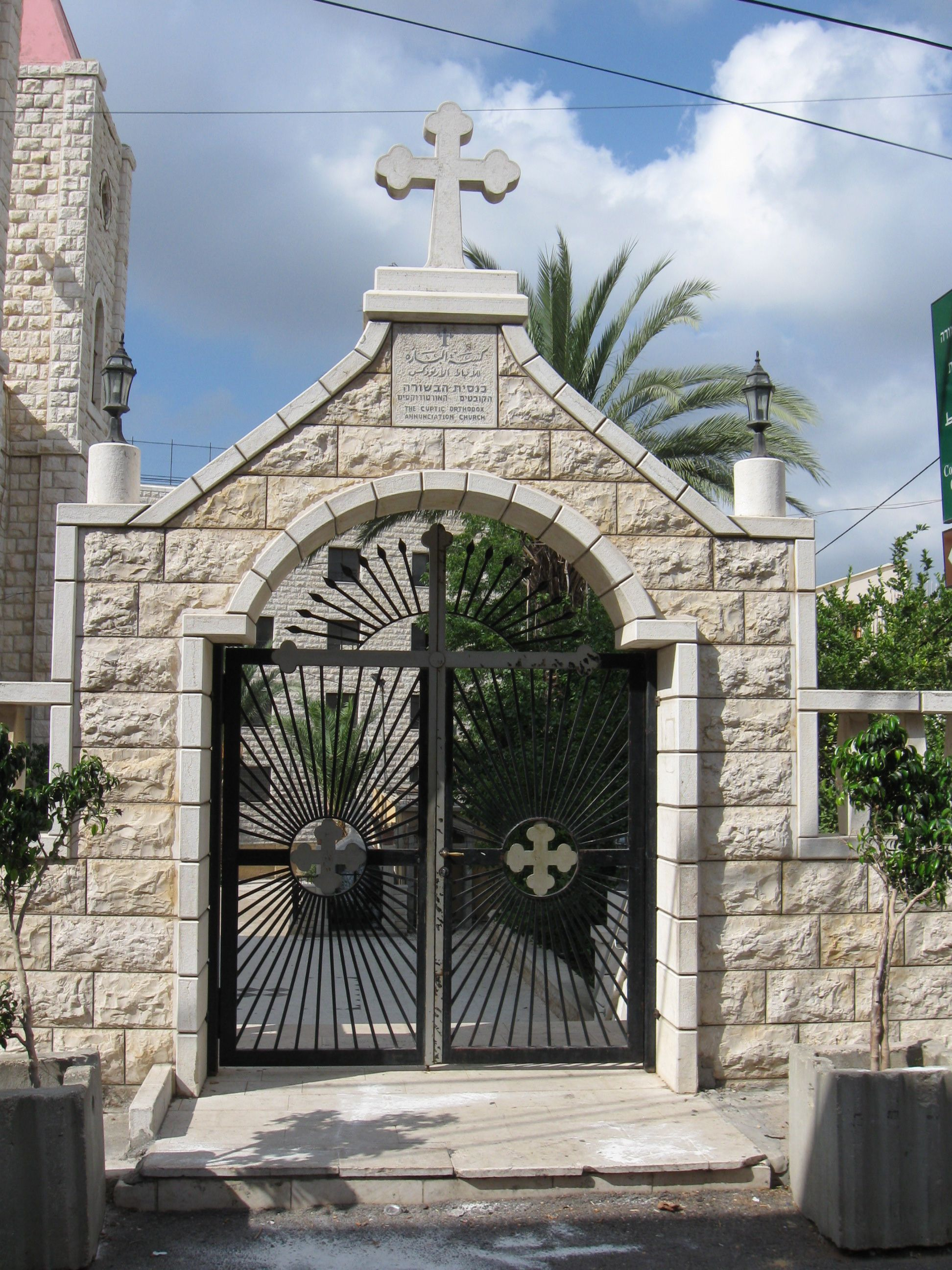
Entrada del templo